# Phoebe in Wonderland
Phoebe in Wonderland è un film del 2008 scritto e diretto da Daniel Barnz, con protagonista la giovane attrice Elle Fanning.
Il film è stato presentato in concorso al Sundance Film Festival e presentato in anteprima in Italia al Giffoni Film Festival.

## Trama
Phoebe è una bambina affetta della sindrome di Tourette, che sogna di partecipare alla rappresentazione scolastica di Alice nel Paese delle Meraviglie. Viene scelta come protagonista da Miss Dodger, la sua maestra, un temperamento anticonformista. Per non perder la parte, Phoebe cerca di mantenere un comportamento diligente, ma la tensione e lo stress fanno peggiorare la condotta della bambina, e preoccupano i suoi genitori. Phoebe comincia a vivere in un mondo immaginario tutto suo, popolato dai personaggi di Alice nel Paese delle Meraviglie.